# Gare de La Ferté-Imbault
Pour les articles homonymes, voir Gare de La Ferté.
La gare de La Ferté-Imbault est une gare ferroviaire française de la ligne de Salbris au Blanc, située sur le territoire de la commune de La Ferté-Imbault, dans le département de Loir-et-Cher, en région Centre-Val de Loire.
C'est une gare de la Société nationale des chemins de fer français (SNCF) desservie par les trains du réseau TER Centre-Val de Loire.

## Situation ferroviaire
Établie à 100 m d'altitude, la gare de La Ferté-Imbault est située au point kilométrique (PK) 187,815 de la ligne de Salbris au Blanc, entre les gares de Salbris et de Selles-Saint-Denis.

## Histoire
Elle est mise en service le 26 décembre 1901 avec l'ouverture de la voie entre la gare de Salbris et la gare de Romorantin-Blanc-Argent.

## Service des voyageurs

### Accueil
Halte de la SNCF, elle dispose de distributeurs automatiques de titres de transport régionaux.
Elle est équipée d'un quai central et d'un quai latéral, encadrant deux voies. Le changement de quai se fait par un platelage posé entre les voies (passage protégé).

### Desserte
En 2012, la gare est desservie par la relation commerciale Luçay-le-Mâle - Romorantin-Lanthenay - Salbris (TER Centre-Val de Loire), les trajets étant assurés par des autorails X 74500 et X 240.

### Intermodalité
Un parking pour les véhicules et les vélos y est aménagé.

## Galerie de photos

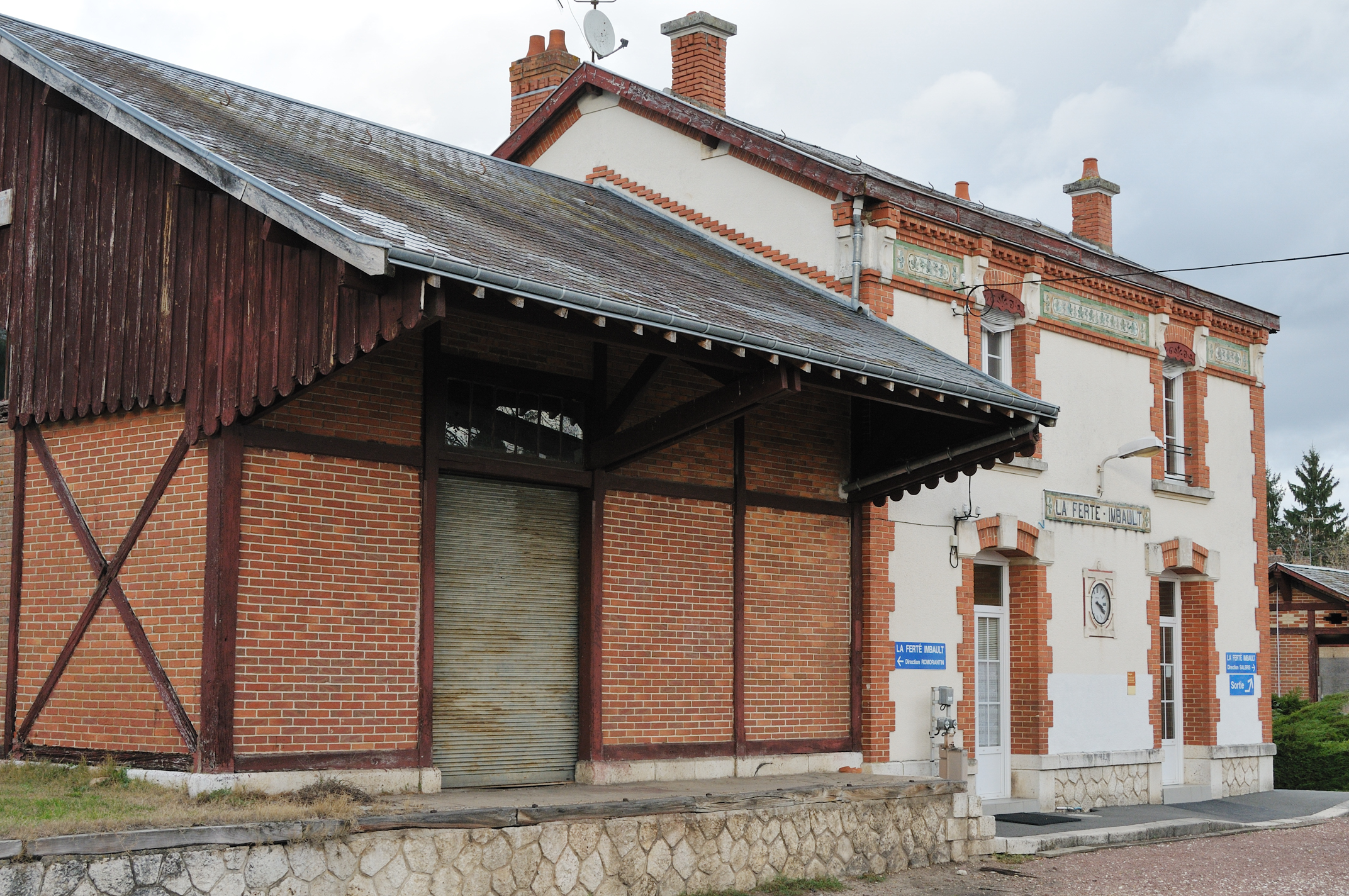
L'ancienne halle aux marchandises.
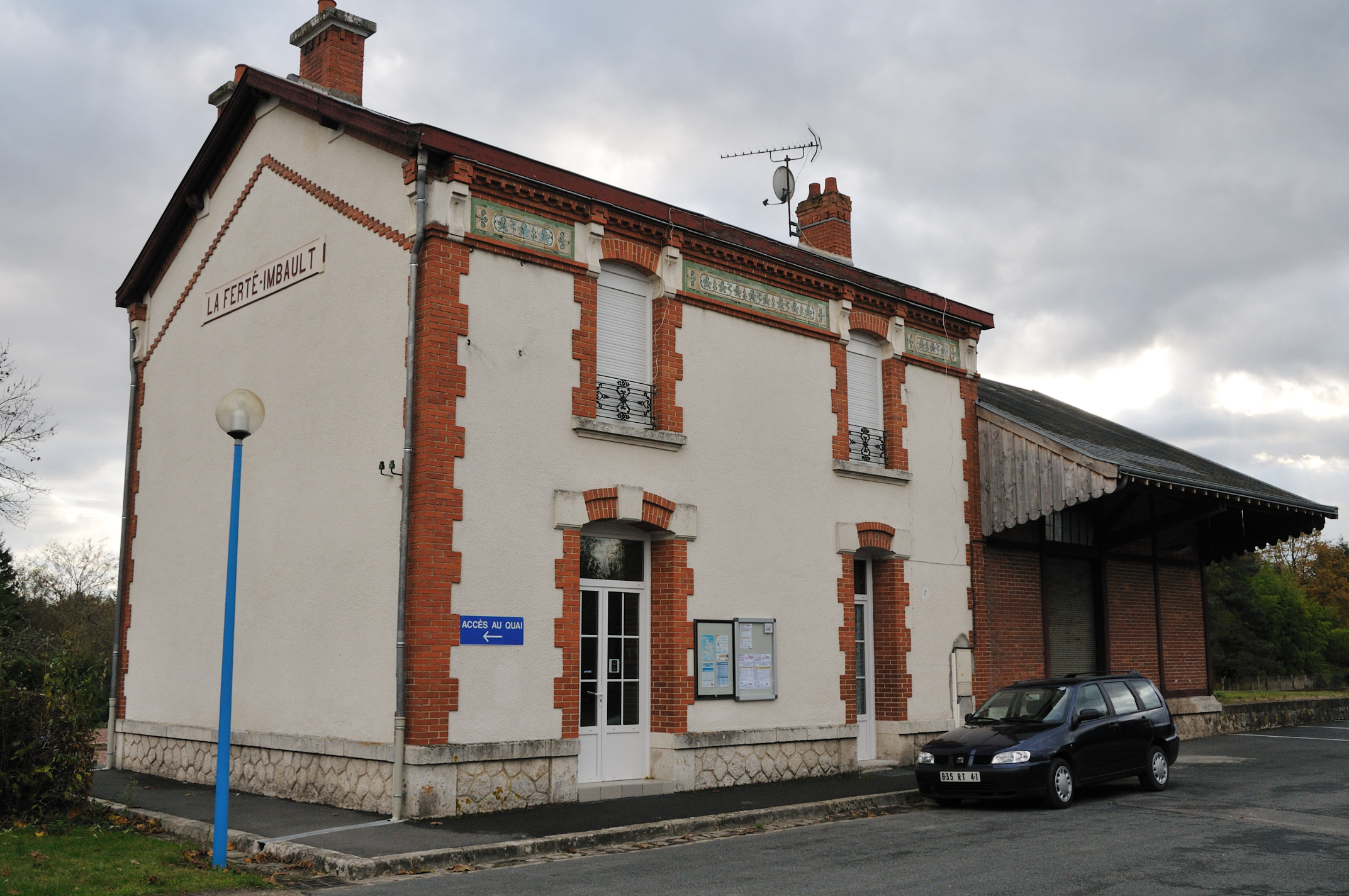
Le bâtiment voyageurs.
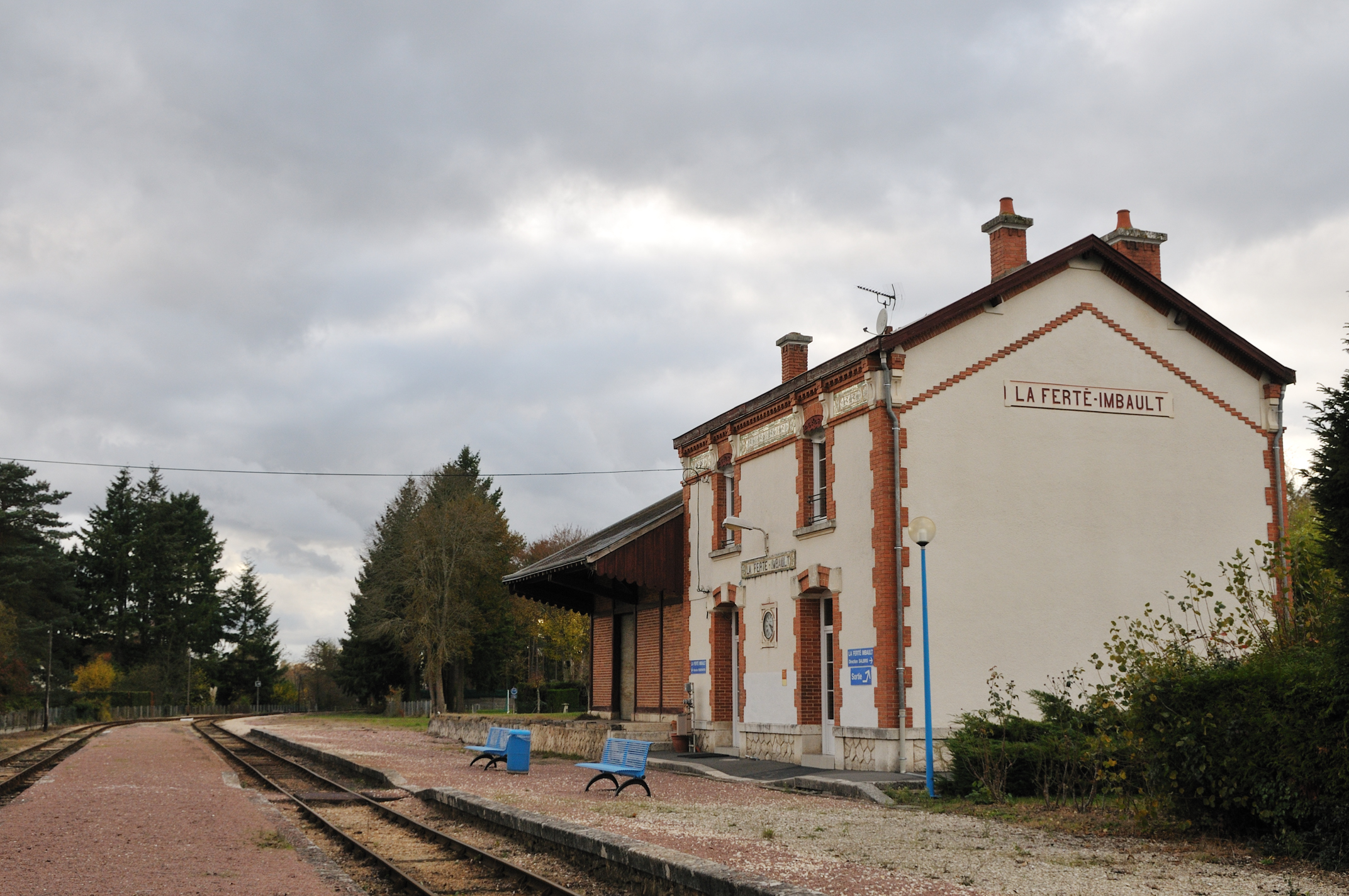
Vue générale.